# Історичний факультет БДУ
Історичний факультет Білоруського державного університету — структурний підрозділ Білоруського державного університету.

## Структура

### Кафедри
- Кафедра історії Білорусі стародавнього часу й середніх століть[1]
- Кафедра історії Білорусі нового й новітнього часу[2]
- Кафедра історії стародавнього світу й середніх століть[3]
- Кафедра історії нового й новітнього часу[4]
- Кафедра історії Росії[5]
- Кафедра історії південних і західних слов'ян[6]
- Кафедра джерелознавства[7]
- Кафедра археології та спеціальних історичних дисциплін[8]
- Кафедра етнології, музеології та історії мистецтв[9]

## Керівництво

### Адміністрація

#### Декан
- Кохановський Олександр Геннадійович — доктор історичних наук, професор[10].

#### Заступники декана
- Веремейчик Аліна Євгеніївна — заступниця декана з навчальної та виховательської роботи, кандидатка історичних наук, доцентка[10];
- Бурачонок Олександр В'ячеславович — заступник декана з навчальної роботи та інновацій освіти, кандидат історичних наук, доцент[10];
- Кондраль Олександра Олександрівна — заступниця декана з наукової роботи й міжнародній співпраці, кандидатка історичних наук, доцентка[10].

### Список деканів
| Декан                               | Роки роботи     |
| ----------------------------------- | --------------- |
| Щербаков Василь Карпович            | 1934—1936       |
| Чимбург Іван Савич                  | 1936—1937       |
| П'янков Олексій Петрович            | 1937—1941, 1943 |
| Шевченко Володимир Іванович         | 1943—1944       |
| Шашков Лука Васильович              | 1944—1947       |
| Нечай Федір Макарович               | 1947—1953       |
| Сидоренко Олексій Ісайович          | 1953—1955       |
| Совочкін Петро Захарович            | 1955—1973       |
| Царук Іраїда Осипівна               | 1973—1986       |
| Загорульський Едуард Михайлович     | 1986—1991       |
| Шупляк Петро Олексійович            | 1991—1996       |
| Яновський Олег Антонович            | 1996—2000       |
| Ходін Сергій Миколайович            | 2000—2016       |
| Кохановський Олександр Геннадійович | з 2016          |